# Parque Zoológico La Guaricha
El Parque Zoológico La Guaricha es un jardín zoológico urbano situado a menos de 400 m s. n. m. del centro de la ciudad de Maturín, Venezuela con especies autóctonas de la región y del resto de Venezuela. La Alcaldía de Maturín mantiene la rectoría del parque y la Gobernación del estado Monagas asume cierta responsabilidad administrativa para apoyar los programas que se desarrollan en él.
El nombre de “La Guaricha” fue dado al parque ya que se emplea para referirse a niños y es un término muy autóctono y propio de esta región.

## Historia
Anteriormente el único jardín zoológico de Maturín era el parque Menca de Leoni; hasta que, luego de un periodo entre los años 1976 y 1978, culmina la construcción del parque La Guaricha, por iniciativa del Consejo Municipal del Distrito Maturín, durante el primer gobierno de Carlos Andrés Pérez. Abrió sus puertas al público por primera vez en 1979 y fue renovado en 1993.

## Atractivos
El parque cuenta en sus terrenos con una laguna artificial con paseos en laguna, un parque infantil y fuente de soda, además de una selección de animales como: Un  jaguar, un  puma,  ciervos,  lechuzas,  grullas,  tucanes, monos, capibaras, caimanes,  guacamayas,  pavos reales, terecayas, entre otros.

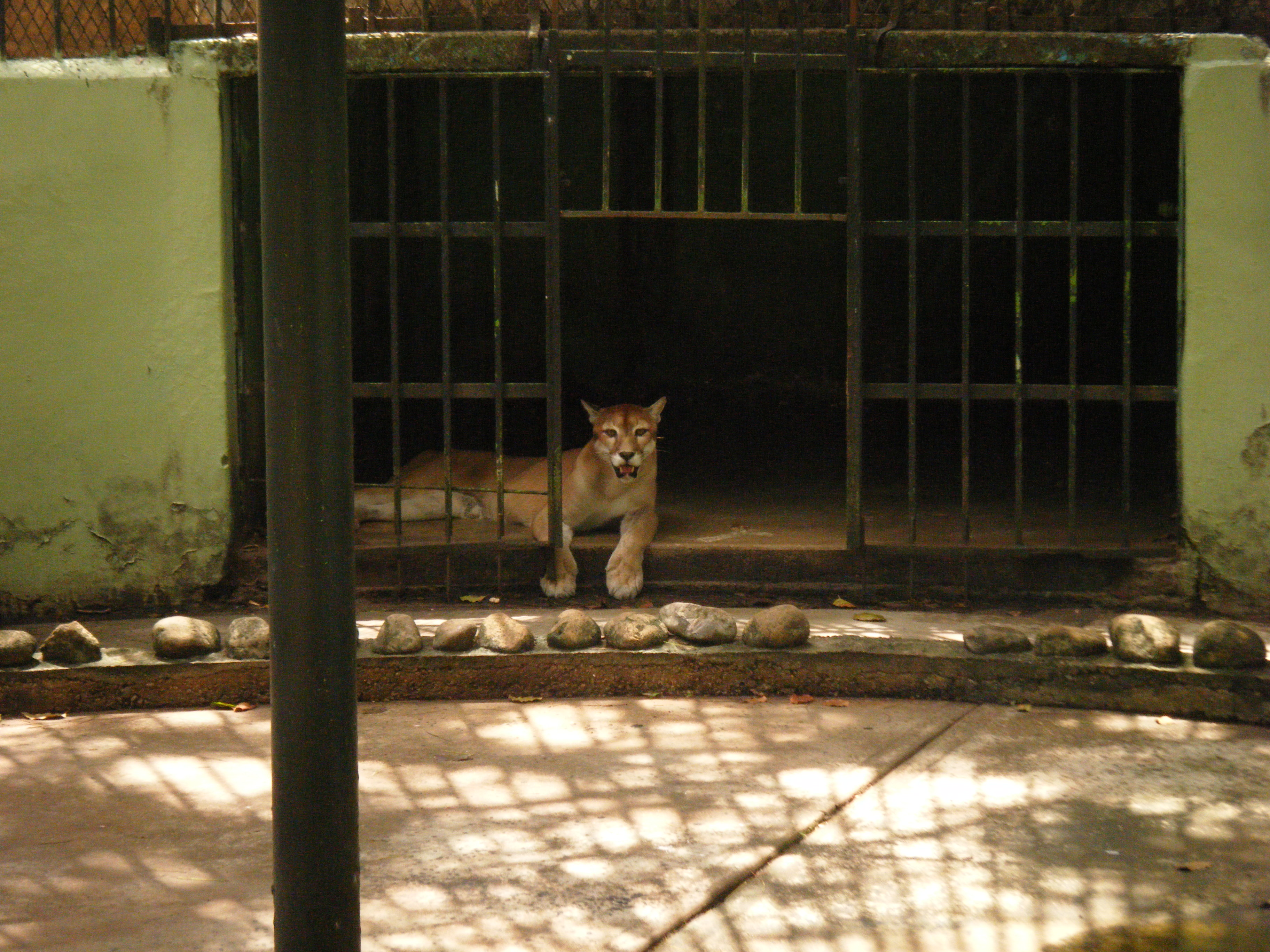
Puma del Parque La Guaricha.

El espacio del parque consta de 7 hectáreas divididas entre áreas verdes, lagos, kioscos de comida y jaulas. Fue remodelado principalmente para brindar espacios más cómodos y apropiados para las especies que lo habitan y las personas que lo visitan. Actualmente cuenta con nuevas especies de felinos que habitan los dominios del recordado león Casimiro.
Es también sede del Grupo Scout Horizontes desde su fundación en junio del año 2000 en sus áreas verdes, desde entonces ha sido lugar de reunión para jóvenes scouts que sábado a sábado se han convertido en guardianes de este recinto de fauna silvestre apoyando iniciativas que ayuden al bienestar de propios y visitantes, además la unidad mayor de este grupo scout, el Clan Impeesa, actualmente prepara acciones de proyectos enmarcados en actividades orientadas a la reproducción en cautiverio del guacamayo azulamarillo Ara ararauna que esperan iniciar en el primer trimestre del año 2014.  

### Casimiro

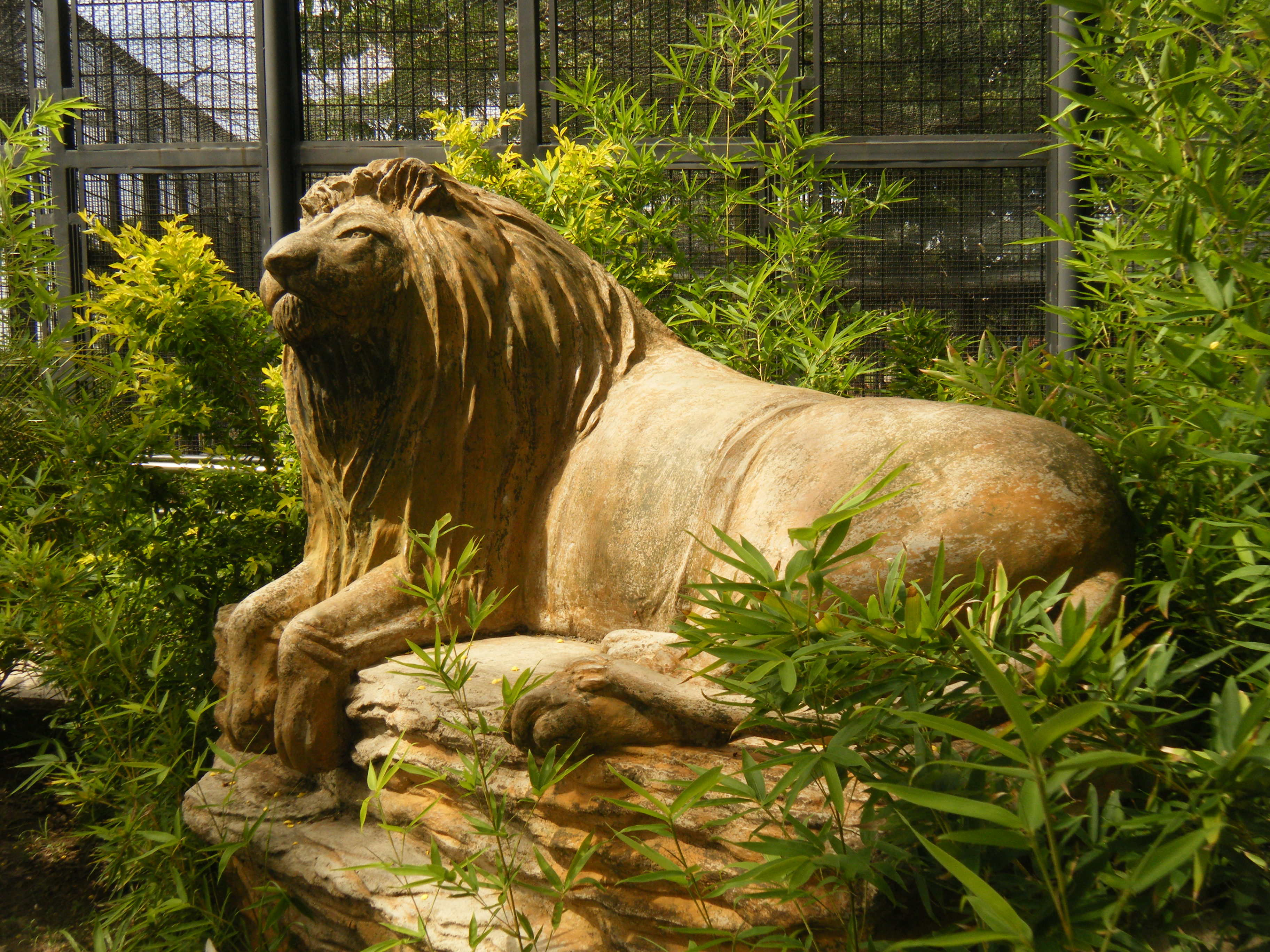
Monumento al Leon Casimiro en el parque.

Después de 29 años, el león más emblemático del parque zoológico falleció la madrugada del 20 de junio de 2009 a causa del mal trato y la ineficiencia de los empleados del zoológico. De nombre Casimiro, La Cámara Municipal de Maturín dispuso que el león fuera sepultado en el mismo parque y se creó un monumento recordatorio sobre los restos mortales del querido animal con una escultura que muestra una figura imponente de quien fuera el rey del Parque Zoológico La Guaricha por casi tres décadas.